# Павильон СССР на Всемирной выставке 1939 года
СССР принимал участие во Всемирной выставке 1939 года, проходившей в Нью-Йорке с 30 апреля 1939 по 27 октября 1940 года. Павильон СССР был вторым по высоте сооружением выставки, уступавшим лишь скульптуре «Трилон и Перисфера». Главным архитектором павильона выступил Борис Иофан. Сооружение носило пропагандистский характер — СССР использовал Всемирную выставку как возможность продемонстрировать триумф построенного в стране социалистического строя. В павильоне среди прочего демонстрировались макет станции «Маяковская» Московского метрополитена, получивший Гран-при на выставке, макет непостроенного Дворца Советов, хрустальный фонтан, картина «И. В. Сталин и члены Политбюро среди детей в Центральном парке культуры и отдыха имени М. Горького» и несколько больших панно. 2 декабря 1939 года СССР объявил о завершении своего участия в выставке, в сезоне 1940 года страна уже не принимала в ней участие.

## История и архитектура
Официальной темой Всемирной выставки 1939 года в Нью-Йорке стал «мир завтрашнего дня», где страны мира демонстрировали свои взгляды на будущее научно-технического и культурного прогресса. Руководство СССР считало международные выставки способом показать достижения и преимущества советского строя. Такую тактику советское руководство уже успело применить на Всемирной выставке 1937 года, где стоял возвышавшийся монументальный павильон, вершиной которого была скульптура «Рабочий и колхозница». Успех советского павильона в Париже было решено повторить и в Нью-Йорке, создав для неё не менее монументальное сооружение. Главным архитектором павильона выступил Борис Иофан, который до этого стал автором павильона в Париже, Дома на набережной и непостроенного Дворца Советов. Иофан стал победителем закрытого конкурса, в котором также участвовали Виктор Веснин, Каро Алабян, Евгений Левинсон и Игорь Фомин. Соавторами Иофана были К. С. Алабян, М. В. Андрианов, Я. Б. Белопольский, Ю. П. Зенкевич, Д. М. Иофан, П. П. Кушнырь. Павильон венчала скульптура «Рабочий со звездой», выполненная В. А. Андреевым.